# Gabriele Altilio
Gabriele Altilio, né en 1436 à Caggiano et mort en 1501 à Policastro Bussentino dans la province de Salerne est un poète italien, évêque de Policastro et membre de l'Académie pontanienne.

## Biographie
Gabriele Altilio naquit à Caggiano, dans Royaume de Naples. Il fit ses études à Naples, y fixa sa demeure, et eut pour amis Giovanni Pontano, Jacopo Sannazaro, et tous les gens de lettres célèbres qui y florissaient alors. Il fut précepteur du prince Ferdinand, qui devint roi, en 1495, par la démission de son père Alphonse II. Altilio fut nommé, par Sixte IV, évêque de Policastro, en 1471, et mourut en 1484, selon Ughelli, dans son Italia sacra ; selon Mazzuchelli, au contraire, dont les preuves et les rapprochements paraissent mériter la préférence, il n’eut cet évêché qu’après 1489, et mourut vers 1501. Il était membre de l’académie qui s’assemblait chez Pontano, et son autorité y était si grande, que Pontano lui-même s’en servit, après la mort d’Altilio, pour diriger les travaux de son académie. On lit, dans un de ses dialogues, intitulé Ægidius, que leur ancien confrère avait apparu à un saint religieux du Mont-Cassin, et l’avait chargé de leur faire savoir qu’ils devaient, dans leurs séances, quitter les fables, les jeux d’esprit, et les études inutiles, pour traiter des matières graves de religion et de philosophie ; et l’on aperçoit, dans ce dialogue même, où sont rapportés les discours qui furent tenus dans l’académie, les effets de cette leçon.

## Œuvres
Altilio n’a laissé qu’un petit nombre de vers, mais qui ont suffi pour lui faire une grande réputation. Sa pièce la plus célèbre est l’épithalame qu’il fit pour le mariage d’Isabelle d’Aragon, fille du roi Alphonse II, avec Jean Galéas Sforza, duc de Milan. Il fut imprimé, avec cinq autres morceaux moins considérables du même auteur, dans le recueil des poésies latines de Sannazaro et de quelques autres poète, à Venise, chez les Alde, 1533, in-8°. L’épithalame seul fut inséré, depuis, dans les Carmina illustrium poetarum italorum de Toscana, et dans les Deliciæ poetarum italorum, etc., de Gruter ; on le retrouve, avec ses autres pièces, dans les belles éditions de Sannazaro données par Comino en 1719, 1731, 1751, et dans celle de Venise, 1752. Jules César Scaliger, qui n’était pas prodigue d’éloges, loue beaucoup cet épithalame (Poetic., lib. 4). Giraldi, Sannazaro et Pontano ont comparé l’auteur aux poètes anciens : le dernier lui a dédié son traité de Magnificentia ; Sannazaro a composé son épitaphe, rapportée par Ughelli, dans l’Italia sacra, vol. 7, et qui n’est point dans les œuvres de ce poète.
Niccolò Toppi fait mention de trois pièces d’Altilio, insérées dans le Recueil Fiori delle Rime de’ Poeti illustri raccolti ed ordinati da Girolamo Ruscelli, Venise, 1558, in-8°. Ces trois pièces sont : Gabrielis Altilii Lamentatio, ejusdem Epithalamium, ejusdem Elegia.